# Psaeropterella
Psaeropterella är ett släkte av tvåvingar. Psaeropterella ingår i familjen fläckflugor.
Kladogram enligt Catalogue of Life:
| Psaeropterella | \| \| Psaeropterella macrocephala \| \| \| \| \| \| Psaeropterella punctifrons \| \| \| \| |
|                | \| \| Psaeropterella macrocephala \| \| \| \| \| \| Psaeropterella punctifrons \| \| \| \| |
|                | Psaeropterella macrocephala                                                                |
|                |                                                                                            |
|                | Psaeropterella punctifrons                                                                 |
|                |                                                                                            |